# Andrianampoinimerina
Andrianampoinimerina (Ambohimanga, oko 1745. – Antananarivo, 6. srpnja 1810., prvi kralj Kraljevstva Merina na Madagaskaru, od oko 1787. do svoje smrti 1810. godine.
U malgaškoj povijesti kralj Andrianampoinimerina pamti se kao veliki vojni i politički vođa, ujedinitelj Madagaskara pod dinastijom Merina. Na vlast je dospio svrgnuvši s prijestolja svog ujaka kralja Andrianjafija (1770. – 1787.) iz Sjeverne Imerine (Imerina Avarandrano), jedne od četiriju stalno zaraćenih kneževina koje su nastale nakon podjele ujedinjenog povijesnog kraljevstva Imerina. Kraljevstvo je osnovao Andriamasinavalona stoljeće prije.
Andrianampoinimerina je osnovao svoju prijestolnicu u utvrđenom gradu Ambohimangi, koja je postala kultno mjesto za Malgaše. Iz nje je postupno proširio svoju vladavinu nad svim Merinama, a zatim je proširio svoju vlast i nad ostalim malgaškim plemenima Betsileo, Sihanaka, Bezanozano i Bara. U trenutku svoje smrti, nakon vladavine duge 23 godine, uspio je zauzeti dvije trećine Madagaskara. Njegova vladavina bila je temelj ujedinjenja otoka, što je gotovo u potpunosti ostvario njegov sin Radama I.

## Biografija
Andrianampoinimerina je rođen u Ikaloju, jednom od dvanaest svetih brda Imerine, kao princ Ramboasalama (malgaški: Ra-amboa-Salamu = zdrav kao pas) na dvoru svog oca Andriamiaramanjaka koji je bio plemenski vođa Ikaloja. Majka je bila princeza Ranavalonanandriambelomasina od Ambohimange.

### Uspon na prijestolje
Ramboasalama je proveo rano djetinjstvo na očevu dvoru Zafimami na brdu Ikaloj koje je jedno od dvanaest svetih brda Imerine. Tamo se upoznao s plemenskom tradicijom Merina i naučio čitati i pisati na sorabeu. Nakon djetinstva provedenog na očevu dvoru, u dobi od 12 godina, primio ga je na svoj dvor u Ambohimangi djed kralj Andriambelomasina. Podučavao ga je politici, vojnoj strategiji i gospodarstvu.
Ramboasalama je uspio, počevši sa skromnim sredstvima, svojom inteligencijom i napornim radom već s 30 godina unaprijediti očevu kneževinu i postati jednim od najbogatijih kneževa Ambohimange. Nije se oslanjao na svoj povlašteni položaj, već je svoje bogatstvo gradio na upornom radu. Osjećaj za pravdu donio mu je veliku popularnost među narodom i robovima Ambohimange, koja je bila u oštroj suprotnosti s mržnjom i nezadovoljstvom koju su osjećali prema njegovu ujaku kralju Andrianjafiju. Ujaka su smatrali neodgovornim vladarom.

### Svrgavanje kralja Andrianjafija
Ramboasalama je 1787., u dobi od 42 godine, potaknuo pobunu protiv svog ujaka Andrianjafija. To mu je pošlo za rukom uz pomoć plemenskog vijeća staraca i brojnih podanika prodanih u roblje. Nakon uspješne pobune Andrianjafi je pobjegao, a novi kralj izabrao si je vladarsko ime Andrianampoinimerina. Sukob između ove dvojice okončan je 1790. godine, kad je bivši kralj ili ubijen u Ilafiju ili umro u progonstvu u Antananarivu. Andrianampoinimerina je osvojio Antananarivo 1792., 
, te nakon toga tu preselio svoju prijestolnicu.

### Vladavina

#### Ujedinjenje plemena Merine
Nastavljajući teritorijalno širenje od 1790., Andrianampoinimerina je uspostavio nadzor nad gotovo cijelom malgaškom visoravni. Tad je objavio svoj konačni cilj postati jedinim kraljem Madagaskara, rekavši metaforički: "more je granica mojih rižinih polja" (Ny ranomasina no valam-parihiko). Centralizirao je svoju vlast i nabavio znatne količine europskog vatrenog oružja, što mu je omogućilo postupno pokoriti sva susjedna plemena Merina, a zatim i pripadnike plemena Vakinankaratra i Betsileo.

#### Teritorijalno širenje
Andrianampoinimerina je ostvario mnoge pobjede oslanjajući se više na moć pregovaranja i mudro sklopljene ugovore o savezništvu te brojne ženidbe. Sili je pribjegavao jedino kad su svi drugi načini bili iscrpljeni. On je prestao plaćati danak Kraljevstvu Sakalava, zapadnoj plemenskoj konfederaciji koja je dotad stalno upadala na malgašku visoravan u lovu na robove. Širenje državnog ozemlja nije teklo bez otpora i teških borbi. Još na početku svoje vladavine bio je žrtvom urote, iza koje je stajao njegov ujak Andrianjafi. Urota bi ga došla glave da nije bio obaviješten. Kao nagradu za svoj spašeni život kći čovjeka koji ga je obavijestio o uroti udao je za svog sina Radamu I. Nakon Radamine smrti 1828. godine, ta žena će kasnije vladati Madagaskarom punih 33 godina kao kraljica Ranavalona I.
Svog najstarijeg sina Ramavolahija dao je ubiti nakon pokušaja državnog udara, kao i svog nasljednika Rakotovahinija zbog urote protiv njega u svibnju 1808. godine.

#### Upravljanje kraljevstvom
Andrianampoinimerina je bio prvi kralj Merina koji je uspostavio neka pravna načela, koja je kasnije preuzeo i njegov sin Radama I. Zemljište je dijelio prema strogo utvrđenim pravilima, uveo je poreze, organizirao trgovinu osnovavši službene tržnice (tsena) i standardizirao mjere (fandanjana). Uveo je standardiziran državni novac (vola) i osnovao državnu vojsku foloalindahi (od 100 000 vojnika).
Osnovao je grad Anjozorobe gdje se povukao živjeti napustivši Antananarivo.

### Smrt i nasljednici
Andrianampoinimerina je umro u svojoj rezidenciji Mahitsielafanjaci u kompleksu Rova 6. srpnja 1810., u dobi od 65 godina. Za svog nasljednika odredio je 17-godišnjeg sina Radamu I. Pokopan je u grobnicu u svetom gradu Ambohimangi nedugo nakon smrti. Francuske kolonijalne vlasti, željevši umanjiti značenje Ambohimange, godine 1897. su preselile njegove kosti u novoizgrađenu kraljevsku grobnicu u kompleksu Rova u Antananarivu. Drugi put je pokopan u grobnicu svog sina Radame I.

## Vanjske poveznice
- Precolonial Madagascar history